# Ernest Jouin
El abad Ernest Jouin (1844-1932) fue un sacerdote católico francés y un periodista y escritor, conocido por su promoción de la teoría de conspiración judeo-masónica. También publicó la primera edición francesa de Los protocolos de los sabios de Sion.

## Biografía
Fundó la Revue internationale des sociétés secrètes en 1912, y en 1913 el movimiento Ligue anti-judéo-maçonnique que cambió su nombre por "Liga franc-católica" en 1927. Después de su muerte, sus miembros funderon un club el Cercle Ernest Jouin. Fue un amigo de Arthur Preuss. Editó la Catholic Review después Catholic Fortnightly Review en 1894.